# Haemaphysalis goral
Haemaphysalis goral är en fästingart som beskrevs av Harry Hoogstraal 1970. Haemaphysalis goral ingår i släktet Haemaphysalis och familjen hårda fästingar. Inga underarter finns listade i Catalogue of Life.